# Église Sainte-Marie-Majeure de Bonifacio
L'église Sainte-Marie-Majeure, ou église Sainte-Marie, est une église catholique située à Bonifacio, dans le département français de la Corse-du-Sud.

## Localisation
L'église est située en plein centre de la Haute-Ville (citadelle) de Bonifacio.

## Histoire
L'existence de cette église est attestée dans les archives dès 1238. Elle a probablement été construite au XIIe siècle par les Pisans. Mais la présence du blason de la république de Gênes sur l'un des portails semble indiquer qu'elle a été partiellement reconstruite par la suite par les Génois. Elle est considérée comme le bâtiment le plus ancien de la ville. Le clocher fut quant à lui construit au XIVe siècle[réf. souhaitée].
En 1516, le territoire de Bonifacio fut séparé de la pieve (circonscription religieuse) d'Ajaccio, et Sainte-Marie-Majeure devint l'église principale de la pieve de Bonifacio, qui a été rattachée directement à l'archevêché de Gênes.
En 1815, à la suite de l'annonce du retour de Napoléon Bonaparte de l'île d'Elbe, des Bonifaciens hissèrent le drapeau tricolore au sommet du clocher de Sainte-Marie-Majeure. Les royalistes ripostèrent en tirant au canon sur le clocher, ce qui lui causa d'importants dégâts.
L'édifice est classé au titre des monuments historiques en 1982.

## Architecture extérieure

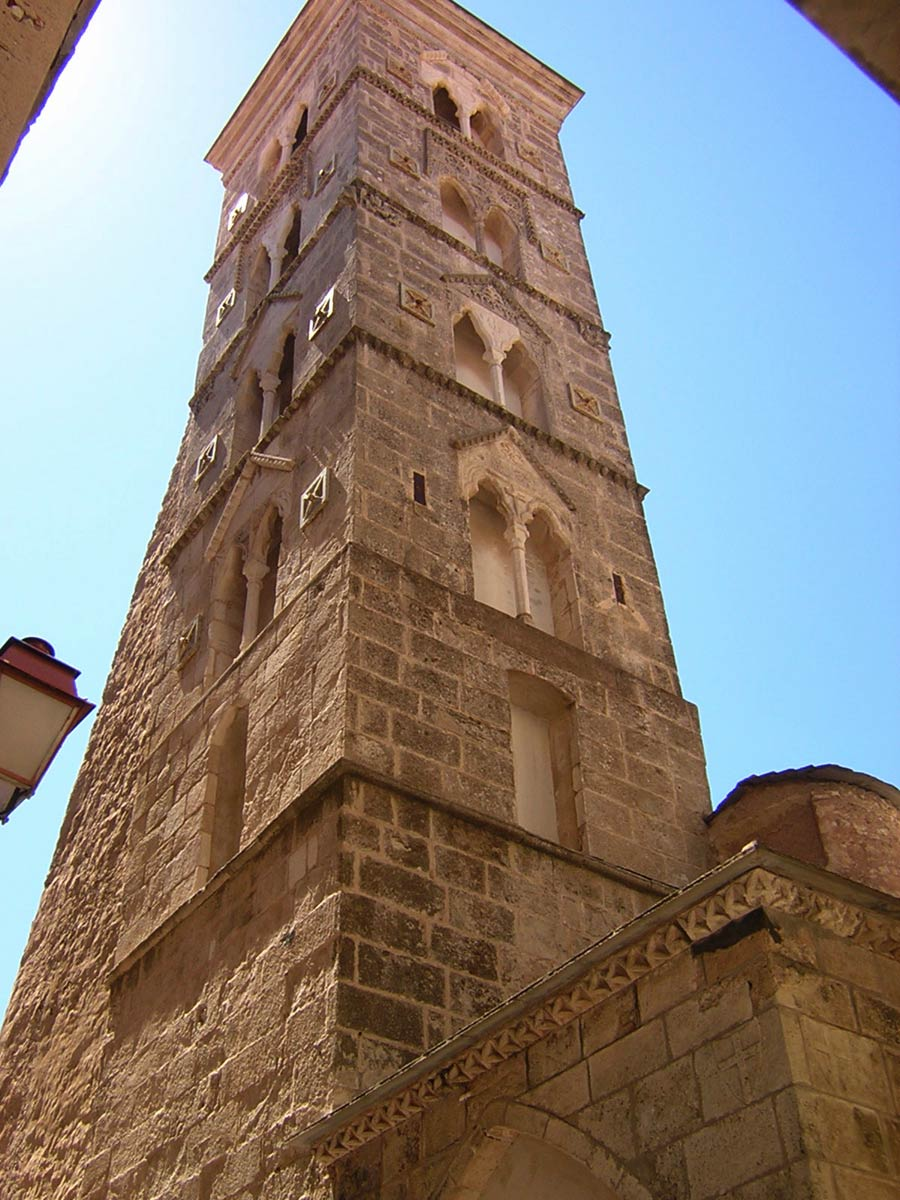
Le clocher (co).

L'église Sainte-Marie-Majeure est principalement de style roman. Sa surface est de plus de 500 m2. Sa façade ouest, munie d'une rosace, est faite de calcaire blanc.
Le clocher, ou campanile (u Campanin en langue bonifacienne), a une hauteur de 25 mètres. Sa base est de style roman, mais les quatre étages supérieurs sont de style gothique. Son couronnement date du XVIIIe siècle. Richement sculptés, les trois étages centraux furent cependant endommagés par l'attaque des royalistes. Seul le côté nord est resté intact.

## Intérieur
L'intérieur est constitué de trois nefs. Chacune des nefs contient un autel en marbre polychrome du XVIIe siècle. Le maître-autel contient les reliques de saint Boniface, patron de la ville.
On y trouve une statue de la Vierge de l'Assomption, et une statue de saint François en marbre de Brando datée du XVIIe siècle.
Parmi les peintures, on trouve La Cène (XVIIIe siècle) de Saverio Farinole et L'Apparition du Christ à saint Isidore de J. Couston.

## Vie médiévale

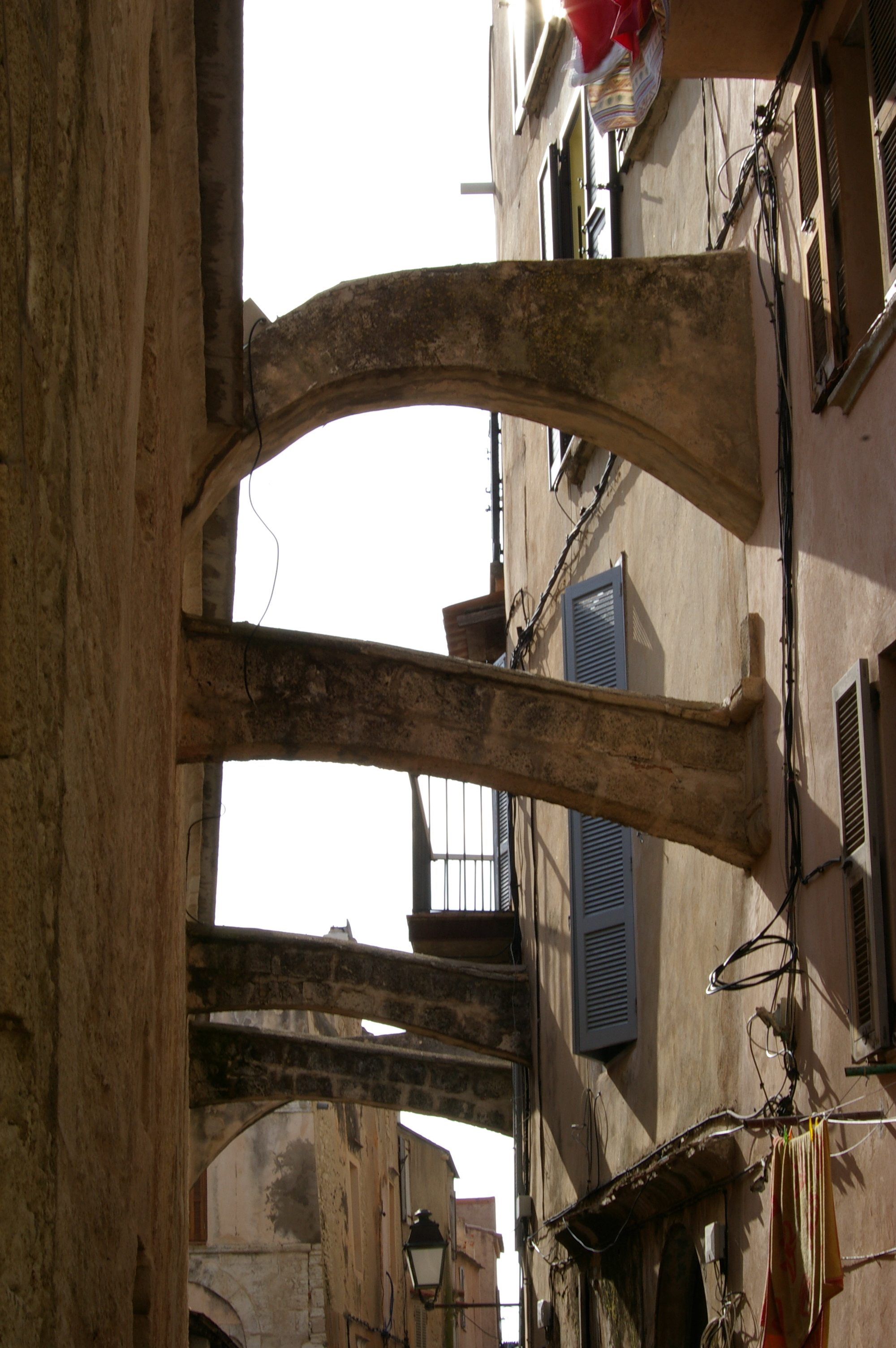
Arcs-boutants permettant d'alimenter la citerne en eau de pluie.

### Laloggia
Devant l'entrée de l'église se trouve la loggia, une petite place couverte par des arcades à colonnes. Cœur de la cité médiévale à l'époque génoise, c'est là que se réunissaient les notables pour délibérer, rendre la justice ou rédiger des contrats.

### La citerne
Sous la loggia se trouve une ancienne citerne d'eau (a cisterna). D'une capacité d'environ 650 000 litres, elle est reliée aux maisons avoisinantes par des arcs-boutants permettant, en plus de leur rôle de soutien, d'acheminer l'eau de pluie. Cette citerne était particulièrement utile en temps de siège.